# Gniewosz (góra)
Gniewosz (853 m n.p.m.) – szczyt w południowej części Gór Bystrzyckich między Przełęczą nad Porębą i Czerńcem. 
Szczyt leży na europejskim dziale wodnym pomiędzy dolinami Dzikiej Orlicy i potoku Głownia, który wypływa ze wschodniego zbocza góry. Stoki zajęte są przez łąki górskie, pastwiska i odłogi, sam szczyt porośnięty jest lasem świerkowym. 
Wschodnim zboczem Gniewosza prowadzi Autostrada Sudecka, która schodzi tu obszerną, widokową serpentyną do Gniewoszowa. W tym miejscu przebiega też  szlak turystyczny prowadzący z Międzylesia na Przełęcz Spaloną. 